# Siméon Flaissières
Siméon Flaissières, né le 25 mars 1851 à Villeveyrac et mort le 26 mars 1931 à Marseille, est un médecin et un homme politique socialiste français, membre de la Section française de l'Internationale ouvrière (S.F.I.O). Il fut le premier maire « rouge » de Marseille, en poste de 1906 à 1930.

## Biographie
Fils d'un pasteur protestant, Siméon Flaissières est scolarisé au lycée de Nîmes, puis au lycée de Montpellier où il commence des études de médecine couronnées en 1877 par un doctorat décerné par la faculté de Montpellier. Il s'installe ensuite à Marseille.
Après un premier échec en 1884, une élection partielle, il est soutenu non seulement par ses troupes mais aussi par les socialistes, ce qui lui permet de commencer sa carrière politique comme premier adjoint (1887-1892). Il fut maire de Marseille de 1892 à 1902 et de 1919 à 1931. Il est élu sénateur des Bouches-du-Rhône en 1906 et fut l'un des premiers socialistes à entrer au Sénat.
Le 26 mars 1931, il meurt à Marseille, des suites d'une longue maladie.

### Vie privée
Il épouse la descendante d'une famille de propriétaires issue des Brugelles (famille aristocrate de Castelnaudary)  du Lauragais : Marie Angèle Thérèse Pierrette Alquier.
En 1921, il se marie en secondes noces à Jeanne Catherine Bonnaventure, fille d'un marchand de vin de Gray, en Haute-Saône. Elle meurt un an plus tard.

## Génocide arménien
Lorsque se produit le Génocide arménien en 1915, les premiers réfugiés arméniens choisissent Marseille comme terre d'exil. Des aides leur sont  apportées. Néanmoins les années suivantes ils arrivent toujours plus nombreux, la municipalité n'a plus assez de ressources necessaires et ces gens épuisés, ruinés, apathiques, s'entassent dans des conditions insalubres. Seul devant le problème, excédé par leur nombre, leur fatalisme et leur manque d'hygiène, Siméon Flaissières écrit au préfet des Bouches-du-Rhône Louis Thibon (prefet 1919-1925) des propos destinés à provoquer une réaction mais qui seront tenus pour racistes et xénophobes. Le 21 octobre 1923, le quotidien régional de Marseille Le Petit Provençal recopie cette lettre pour la divulguer au public qui contient notamment les propos suivants :

« l'on annonce que 40 000 de ces hôtes sont en route vers nous, ce qui revient à dire que la variole, le typhus et la peste se dirigent vers nous, s'ils n'y sont pas déjà en germes pullulants depuis l'arrivée des premiers de ces immigrants, dénués de tout, réfractaires aux mœurs occidentales, rebelles à toute mesure d'hygiène, immobilisés dans leur indolence résignée, passive, ancestrale. [...] La population de Marseille réclame du gouvernement qu'il interdise vigoureusement l'entrée des ports français à ces immigrés et qu'il rapatrie sans délai ces lamentables troupeaux humains, gros danger public pour le pays tout entier. »